# Isaac Laddon

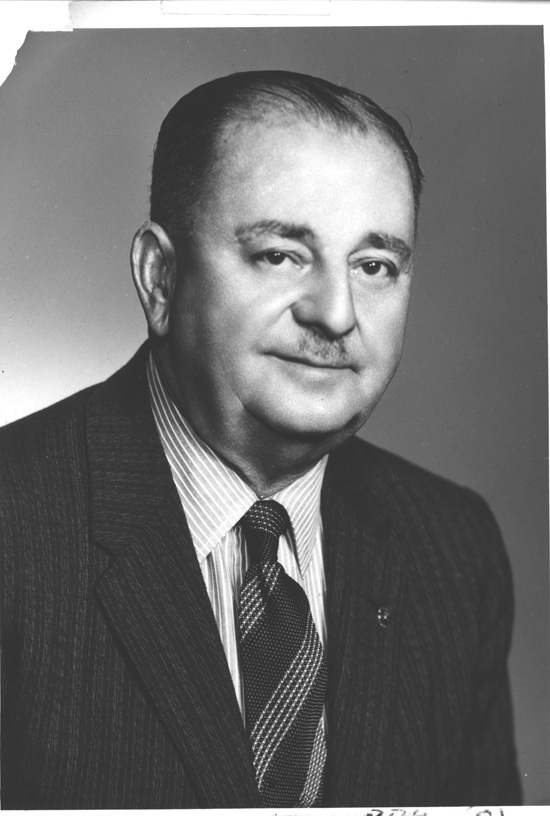
Isaac Laddon

Isaac Machlin Laddon (ur. 25 grudnia 1894 w Garfield, zm. 14 stycznia 1976 w San Diego) – amerykański konstruktor lotniczy i wynalazca.
Ukończył McGill University w Montrealu.  Pracował w Experimental and Engineering Test Center należącym do United States Army Air Service, gdzie został głównym projektantem dużych konstrukcji, jego projektami były między innymi samoloty szturmowe GA-1 i GA-2.
W 1927 został przyjęty do pracy w Consolidated Aircraft Company jako główny projektant, pod jego kierownictwem powstała między innymi łódź latająca PBY Catalina i bombowiec B-24 Liberator, który był najczęściej produkowanym bombowcem podczas II wojny światowej.